# Источни Рајдинг Јоркшира
Источни Рајдинг Јоркшира (енгл. East Riding of Yorkshire) је традиционална грофовија Енглеске.